# Toñanes
Toñanes es una localidad del municipio de Alfoz de Lloredo (Cantabria, España). En el año 2008 contaba con una población de 109 habitantes (INE). Pero actualmente, su población es de cerca de 96 habitantes. Esta localidad está situada a 3 kilómetros de la capital municipal, Novales. El atractivo de este pueblo es su mirador en el que se divisa el acantilado Bolao desde arriba, con uno de los mejores atardeceres de la zona.

## Naturaleza
Por este pueblo pasa el río la verde, que tiene su desembocadura en una cascada al acantilado llamado Bolao, donde hay restos de tres molinos y en una de las formas de una roca aparece "la cara del indio".

## Arquitectura y Patrimonio

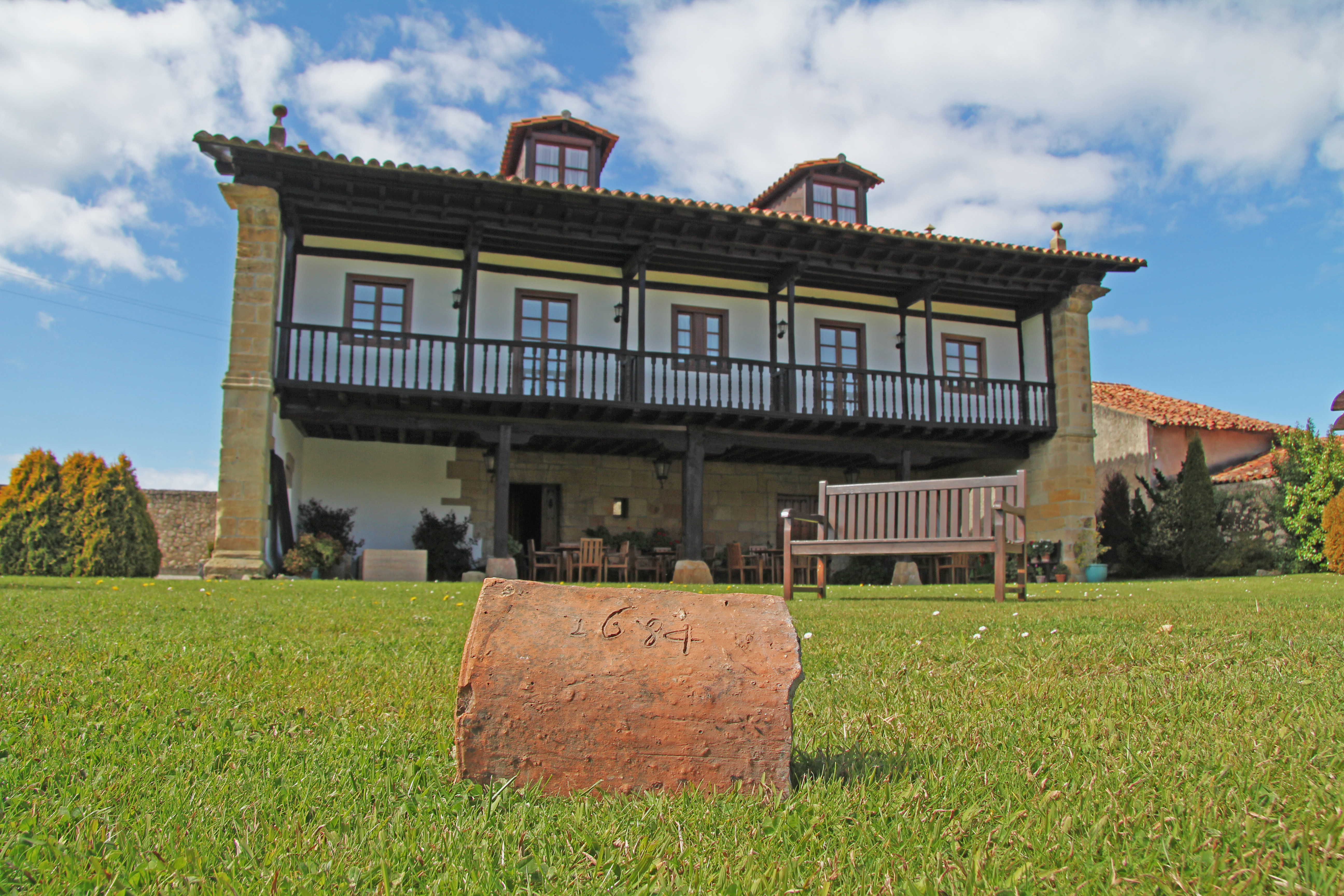

En este pueblo se pueden encontrar las típicas casas montañesas.
Entre sus edificios destaca la casa-palacio de los Gómez de Carandía, de 1703, reconvertido en hotel en 2002. El edificio fue construido a base de mampostería y sillería. Tuvo un escudo que presentaba las armas de Gómez y Carandía, trasladado a otra casona solariega de las mismas características que esta, junto a la iglesia de San Martín de Cigüenza. Don Juan Gómez de Carandía nació en Toñanes en el siglo XVII; fue regidor y depositario general de la ciudad de Salvatierra, residiendo en México, recibió la certificación de armas. Las armas que le dieron para el apellido Gómez, son las mismas que las de este escudo, pero las de Carandía no se parecen a las que llevaba la casa. Los fundadores del mayorazgo de Toñanes, son don Diego Gómez de Cosío y doña María González de Carnada en 1554. 
La iglesia parroquial de San Tirso, edificada sobre una antigua construcción de 1128. Es una donación realizada por Gutiérrez Petriz y su mujer Oria a la abadía de Santillana del Mar. Los libros de bautizados, casados y difuntos de esta iglesia se conservan desde el año 1626. Actualmente esta iglesia ha sido muy reformada, teniendo nave de cielo raso y bóveda de crucería en el presbiterio. La portalada es de estilo clasicista del siglo XVI, con arco de medio punto y rematada por frontón clásico. El retablo es de finales del siglo XVII o principios del XVIII con columnas salomónicas.